# MTV Movie Awards 2008
MTV Movie Awards 2008 — церемония вручения кинонаград канала MTV, которая в этом году прошла в здании Gibson Amphitheatre (Юниверсал-сити, Лос-Анджелес, Калифорния, США). Ведущим церемонии был Майк Майерс, который ведёт церемонию уже во второй раз, после 1997 года.

## Статистика
Фильмы, получившие наибольшее число номинаций.
| Фильм                                                                            | номинации |
| -------------------------------------------------------------------------------- | --------- |
| Superперцы / Superbad                                                            | 5         |
| Джуно / Juno                                                                     | 4         |
| Трансформеры / Transformers                                                      | 3         |
| Пираты Карибского моря: На краю Света / Pirates of the Caribbean: At World’s End | 3         |
| Зачарованная / Enchanted                                                         | 3         |
| Немножко беременна / Knocked Up                                                  | 3         |

## Победители и номинанты
Победители написаны первыми и выделены жирным шрифтом.

### Лучший фильм
- Трансформеры /Transformers/
- Пираты Карибского моря: На краю Света /Pirates of the Caribbean: At World’s End/
- Сокровище нации: Книга тайн /National Treasure: Book of Secrets/
- Я — легенда /I Am Legend/
- Джуно /Juno/
- Superперцы /Superbad/

### Лучший актёр
- Уилл Смит /Я — легенда/
- Дензел Вашингтон /Гангстер/
- Мэтт Деймон /Ультиматум Борна/
- Майкл Сера /Джуно/
- Шайа Лабаф /Трансформеры/

### Лучшая актриса
- Эллен Пейдж /Джуно/
- Кэтрин Хайгл /Немножко беременна/
- Джессика Бил /Чак и Ларри: Пожарная свадьба/
- Эми Адамс /Зачарованная/
- Кира Найтли /Пираты Карибского моря: На краю Света/

### Прорыв года
- Зак Эфрон /Лак для волос/
- Майкл Сера /Superперцы/
- Меган Фокс /Трансформеры/
- Николь Блонски /Лак для волос/
- Сет Роген /Немножко беременна/
- Джона Хилл /Superперцы/
- Кристофер Минц-Плассе /Superперцы//
- Крис Браун /В это рождество/

### Лучшая комедийная роль
- Джонни Депп /Пираты Карибского моря: На краю Света/
- Сет Роген /Немножко беременна/
- Адам Сэндлер /Чак и Ларри: Пожарная свадьба/
- Эми Адамс /Зачарованная/
- Джона Хилл /Superперцы/

### Лучший злодей
- Джонни Депп /Суини Тодд, демон-парикмахер с Флит-стрит/
- Дензел Вашингтон /Гангстер/
- Хавьер Бардем /Старикам здесь не место/
- Анжелина Джоли /Беовульф/
- Тофер Грейс /Человек-паук 3: Враг в отражении/

### Лучший поцелуй
- Брайана Эвиган и Роберт Хоффман /Шаг вперёд 2: Улицы/
- Патрик Демпси и Эми Адамс /Зачарованная/
- Майкл Сера и Эллен Пейдж /Джуно/
- Дэниел Рэдклифф и Кэти Льюнг /Гарри Поттер и Орден Феникса/
- Шайа Лабаф и Сара Ремер /Паранойя/

### Лучшая драка
- Никогда не сдавайся /Never Back Down/
- Ультиматум Борна /The Bourne Ultimatum/
- Час пик 3 /Rush Hour 3/
- Человек-паук 3: Враг в отражении /Spider-Man 3/
- Телепорт /Jumper/
- Чужие против Хищника: Реквием /Aliens vs. Predator Requiem/

### Лучший фильм лета, который ещё не видели
- Железный человек /Iron Man/
- Индиана Джонс и Королевство хрустального черепа /Indiana Jones and the Kingdom of the Crystal Skull/
- Хроники Нарнии: Принц Каспиан /The Chronicles of Narnia: Prince Caspian/
- Спиди Гонщик /Speed Racer/
- Секс в большом городе /Sex and the City: The Movie/